# Gewoon zwemmertje
Het gewoon zwemmertje (Cymatia coleoptrata) is een wants uit de familie van de Corixidae (Duikerwantsen). De soort werd het eerst wetenschappelijk beschreven door Johan Christian Fabricius in 1777.

## Uiterlijk
De redelijk ellipsvormige duikerwants heeft meestal geen volledige vleugels (brachypteer), soms langvleugelig (macropteer) en kan 3 tot 4.5 mm lang worden. Het donkerbruine halsschild heeft net als de kop en de voorvleugels geen dwarslijnen, is vier keer zo breed als dat het lang is en heeft afgeronde hoeken aan de zijkant. De voorvleugels hebben vage lichte lijnen in de lengte. De pootjes zijn in zijn geheel geel.

## Leefwijze
De wantsen zijn goede zwemmers en kunnen ook goed vliegen. De soort overleeft de winter als volwassen dier en er is één generatie per jaar, soms een gedeeltelijke tweede.
De volwassen wantsen kunnen het hele jaar door aangetroffen worden in stilstaand en licht stromend water zoals vennen en meren in veenweidegebieden, waar ze jagen op kleine waterdiertjes.

## Leefgebied
De wants is in Nederland algemeen. Het verspreidingsgebied loopt van Noord-Europa tot in West-Siberië en de soort komt niet in Zuid-Europa voor.